# تپه‌اونو (سامسات)
تپه‌اونو {{ترکی|Tepeönü) (به کردی: Gevrîk) (به ارمنی: Գավրակ) یک منطقهٔ مسکونی کردنشین در ترکیه است که در سامسات واقع شده‌است.